# Первомайский (Первомайское сельское поселение)
Первомайский — посёлок в Кущёвском районе Краснодарского края.
Административный центр Первомайского сельского поселения.

## География
Расположен в северной части Приазово-Кубанской равнины.

### Улицы
| - переулок Цветочный, - проезд Светлый, - ул. Аэродромная, - ул. Гаражная, - ул. Есенина, - ул. Коммунальная, | - ул. Комсомольская, - ул. Кооперативная, - ул. Красная, - ул. Краснодарская, - ул. Октябрьская, - ул. Первомайская, | - ул. Привокзальная, - ул. Садовая, - ул. Советская, - ул. Солнечная, - ул. Урожайная, - ул. Юбилейная. |

## Население
| 2002 | 2010  |
| ---- | ----- |
| 1941 | ↗1971 |